# Джиліанте Д'Есте
Джиліанте Д'Есте (італ. Giliante D'Este, 23 березня 1910 — 24 квітня 1996) — італійський академічний веслувальник.
Олімпійський чемпіон 1928 року в складі розпашної четвірки зі стерновим, бронзовий призер 1932 року в складі розпашної четвірки без стернового.
Чемпіон Європи 1929, 1931 років у складі розпашної четвірки зі стерновим.